# Magma (matematica)
Un magma (o gruppoide) è un insieme {\displaystyle M} in cui è definita una singola operazione binaria {\displaystyle *} che a ogni coppia di elementi {\displaystyle a} e {\displaystyle b} di {\displaystyle M} associa l'elemento {\displaystyle a*b.} L'unico assioma soddisfatto dall'operazione in un magma è quello di chiusura:
per ogni {\displaystyle a,b\in M,} l'elemento {\displaystyle a*b} appartiene ancora a {\displaystyle M}
che potrebbe tra l'altro essere tralasciato nella definizione, una volta stabilito che l'operazione è una funzione del tipo {\displaystyle M\times M\to M.}
I magmi costituiscono una struttura algebrica molto semplice e generale che gode di poche proprietà; essa è utile per accomunare in un'unica famiglia le strutture con una singola operazione binaria.
Il termine magma è stato introdotto in matematica da Bourbaki nel volume sulle strutture algebriche insieme alla nozione di legge di composizione interna. Il termine gruppoide è anche utilizzato per definire questa struttura. Si noti tuttavia che il termine gruppoide è più comunemente usato con un secondo significato, per denotare un altro tipo di struttura algebrica e una categoria. 

## Particolarizzazioni e piccoli arricchimenti dei magmi
- Quasigruppo: magma nel quale è definita ovunque la divisione (si veda anche quadrato latino).
- Loop: quasigruppo dotato di elementi unità.
- Semigruppo: magma con l'operazione associativa.
- Monoide: semigruppo dotato di elemento unità.
- Semigruppo abeliano: semigruppo con l'operazione commutativa.
- Monoide abeliano: monoide con l'operazione commutativa.
- Semireticolo: semigruppo abeliano con l'operazione idempotente.
- Gruppo: monoide nel quale ogni elemento possiede un elemento inverso, o equivalentemente, un loop associativo.
- Gruppo abeliano: gruppo con l'operazione commutativa.

## Possibili caratterizzazioni
Un magma {\displaystyle (S,*)} viene chiamato
- mediale se soddisfa l'identità xy * uz = xu * yz (verranno omessi gli asterischi "secondari" per non appesantire la notazione: l'identità appena espressa con precisione sarebbe (x * y) * (u * z) = (x * u) * (y * z) per ogni x, y, u, z in S);
- semimediale a sinistra se soddisfa l'identità xx * yz = xy * xz;
- semimediale a destra se soddisfa l'identità yz * xx = yx * zx;
- semimediale se è semimediale a sinistra e a destra;
- distributivo a sinistra se soddisfa l'identità x * yz = xy * xz;
- distributivo a destra se soddisfa l'identità yz * x = yx * zx;
- autodistributivo se è distributivo a sinistra e a destra;
- commutativo se soddisfa l'identità xy = yx;
- idempotente se soddisfa l'identità xx = x;
- unipotente se soddisfa l'identità xx = yy;
- zeropotente se soddisfa l'identità xx * y = yy * x = xx;
- alternativo se soddisfa le identità xx * y = x * xy e x * yy = xy * y;
- con associatività della potenza se il sottomagma generato da ogni suo elemento è associativo;
- cancellativo a sinistra se xy = xz implica y = z;
- cancellativo a destra se yx = zx implica y = z;
- cancellativo se è cancellativo a sinistra e a destra;
- semigruppo se soddisfa l'identità x * yz = xy * z (associatività);
- semigruppo con zeri a sinistra se soddisfa l'identità x = xy;
- semigruppo con zeri a destra se soddisfa l'identità x = yx;
- semigruppo con moltiplicazione a zero se soddisfa l'identità xy = uv;
- unario a sinistra se soddisfa l'identità xy = xz;
- unario a destra se soddisfa l'identità yx = zx;
- trimediale se ogni terna di suoi (non necessariamente distinti) elementi generano un sottomagma mediale;
- entropico se è immagine omomorfa di un magma mediale a cancellazione.

## Magma libero
Un magma libero sopra un insieme {\displaystyle X} svolge il ruolo del "magma più grande possibile" generato da {\displaystyle X;} infatti ai generatori non si impone alcuna relazione o assioma; (si veda oggetto libero). Esso si può descrivere in termini familiari nell'informatica, come magma degli alberi binari saturi con foglie etichettate da elementi di {\displaystyle X.} La composizione di tali oggetti è la saldatura di due alberi ad una nuova radice. Esso quindi ha un ruolo fondazionale per la sintassi.

## Traslazioni
Ad ogni elemento a di un magma (X,*) si associano due endofunzioni entro X, la traslazione a sinistra di a, funzione che a ogni x di X associa a * x, e la traslazione a destra di a, funzione che a ogni x di X associa x * a.
Queste endofunzioni riguardano la nozione di traslazioni in algebra. 
Nel caso il magma sia un gruppo le traslazioni a sinistra e le traslazioni a destra sono permutazioni del gruppo stesso. Particolarmente interessanti sono le traslazioni concernenti vari gruppi di permutazioni.  
Le due traslazioni associate ad un elemento a coincidono per ogni a nel caso di un magma abeliano e per ogni a appartenente al Centro di un gruppo nel caso di un generico gruppo.
La nozione di traslazione in geometria si riconduce alla nozione algebrica sopra definita nel caso di uno spazio vettoriale considerato come sostegno di un gruppo abeliano relativo all'operazione binaria di somma. 
La nozione algebrica di traslazione applicata al gruppo (abeliano) delle rotazioni piane porta alle rotazioni della circonferenza che raffigura tale gruppo.